# Софиевский сельский округ
Софи́евский се́льский окру́г (каз. Софиевка ауылдық округі) — административная единица в составе Целиноградского района Акмолинской области Республики Казахстан.
Административный центр — село Софиевка.

## География
На территории сельского округа расположены 2 населённых пункта.
Площадь территории составляет — 486,17 км² (6,23 %). Из них населённых пунктов занимают — 37,61 км² (7,74 %). Сельхозугодий — 448,56 км² (92,26 %).
Административно-территориальное образование расположено в северно-восточной части района, граничит:
- на севере и востоке с Приреченским сельским округом,
- на юго-востоке с Аршалынским районом,
- на юге с селом Коянды,
- на западе с Шортандинским районом.

Сельский округ расположен на казахском мелкосопочнике. Рельеф местности в основном представляет собой сплошную равнину с незначительными перепадами высот; средняя высота округа — около 340 метров над уровнем моря
Гидрографическая сеть округа представлена рекой Коянды.
Климат холодно-умеренный, с хорошей влажностью. Среднегодовая температура воздуха положительная и составляет около +3,9°С. Среднемесячная температура воздуха в июле достигает +20,2°С. Среднемесячная температура января составляет около −14,7°С. Среднегодовое количество осадков составляет около 400 мм. Основная часть осадков выпадает в период с июня по август.
Через территорию сельского округа с запада на восток проходит около 20 километров автодороги республиканского значения — Р-4 «Нур-Султан — Ерейментау — Шидерты».

## История
Согласно справочнику административно-территориального деления Казахстана за 1920—1936 годы, в 1921 году Софиевская волость (центр село Софиевское) входила в состав Акмолинского уезда Акмолинской губернии.
В 1965 году в результате разукрупнения колхозов был организован совхоз «Софиевский» с зерновым направлением хозяйства.
В 1989 году существовал как — Софиевский сельсовет (сёла Софиевка, Миновка).
В периоде 1991—1998 годов Софиевский сельсовет был преобразован в Софиевский сельский округ.
В 2010 году село Апполоновка было упразднено.
В 2018 году село Миновка было переименовано в село Жабай.

## Население
| Численность населения | Численность населения | Численность населения |
| 1989                  | 1999                  | 2009                  |
| --------------------- | --------------------- | --------------------- |
| 1471                  | ↗1472                 | ↗2106                 |

## Состав
| № | Населённый пункт | Тип населённого пункта       | Население, 1989 | Население, 1999 | Население, 2009 |
| - | ---------------- | ---------------------------- | --------------- | --------------- | --------------- |
| 1 | Апполоновка      | село (упразднено)            | -               | 7               | 24              |
| 2 | Жабай            | село                         | 103             | 49              | 69              |
| 3 | Софиевка         | село, административный центр | 1 368           | 1 416           | 2 013           |

## Экономика
Всего на территории сельского округа имеются:
- 5 крестьянских хозяйств (из них 4 — занимаются растениеводством, животноводством, 1 — сугубо животноводством),
- 5 ТОО (из них 4— животноводство, растениеводство, 1 — сугубо растениеводство),
- 21 индивидуальных предпринимателей (из них: магазинов — 7, изделия из дерева — 1, бани — 2, парикмахерских — 1, услуги по изготовлению бетонных колец — 1, аренда жилья — 1, угольный двор — 1, ас машина — 1, убойный цех — 1 и др.).

## Инфраструктура
Образование
- СШ № 21 (с. Софиевка).
- детские сады «Жаркын Ай», «Алуа».

Здравоохранение
- врачебная амбулатория (с. Софиевка).

## Местное самоуправление
Аппарат акима Софиевского сельского округа — село Софиевка, улица Орталык, 5.
- Аким сельского округа ― Сугиралиев Бекзат Даулетович.